# Botvid Rising
Botvid Rising, född 5 mars 1676 i Åsbo socken, död 1 september 1742 i Skeda socken, var en svensk präst.

## Biografi
Rising föddes 5 mars 1676 i Åsbo socken. Han var son till en kyrkoherde. Rising började sina studier i Linköping och blev 12 oktober 1698 student vid Uppsala universitet. Han blev 1709 rektor i Vimmerby. Rising prästvigdes 6 augusti 1709. 1712 blev han rektor i Norrköping. Rising blev 1724 andre teologi lektor i Linköping och kyrkoherde i Skeda församling. 1728 blev han förste teologi lektor. Rising avled 1 september 1742 i Skeda socken.
Rising var preses vid prästmötet 1726.

### Familj
Rising gifte sig första gången 1708 med Anna Cecilia Stjernman (död 1715). Hon var dotter till borgmästaren Olof Stjernman och Maria Blix i Nyen. De fick tillsammans barnen Nils (1709-1733), Maria Magdalena (1710-1712), Maria Margareta och Anna Catharina.